# Austin FC
Austin FC är en professionell fotbollsklubb i Austin i Texas i USA som spelar i Major League Soccer (MLS). Hemmamatcherna spelas på Q2 Stadium.

## Historia

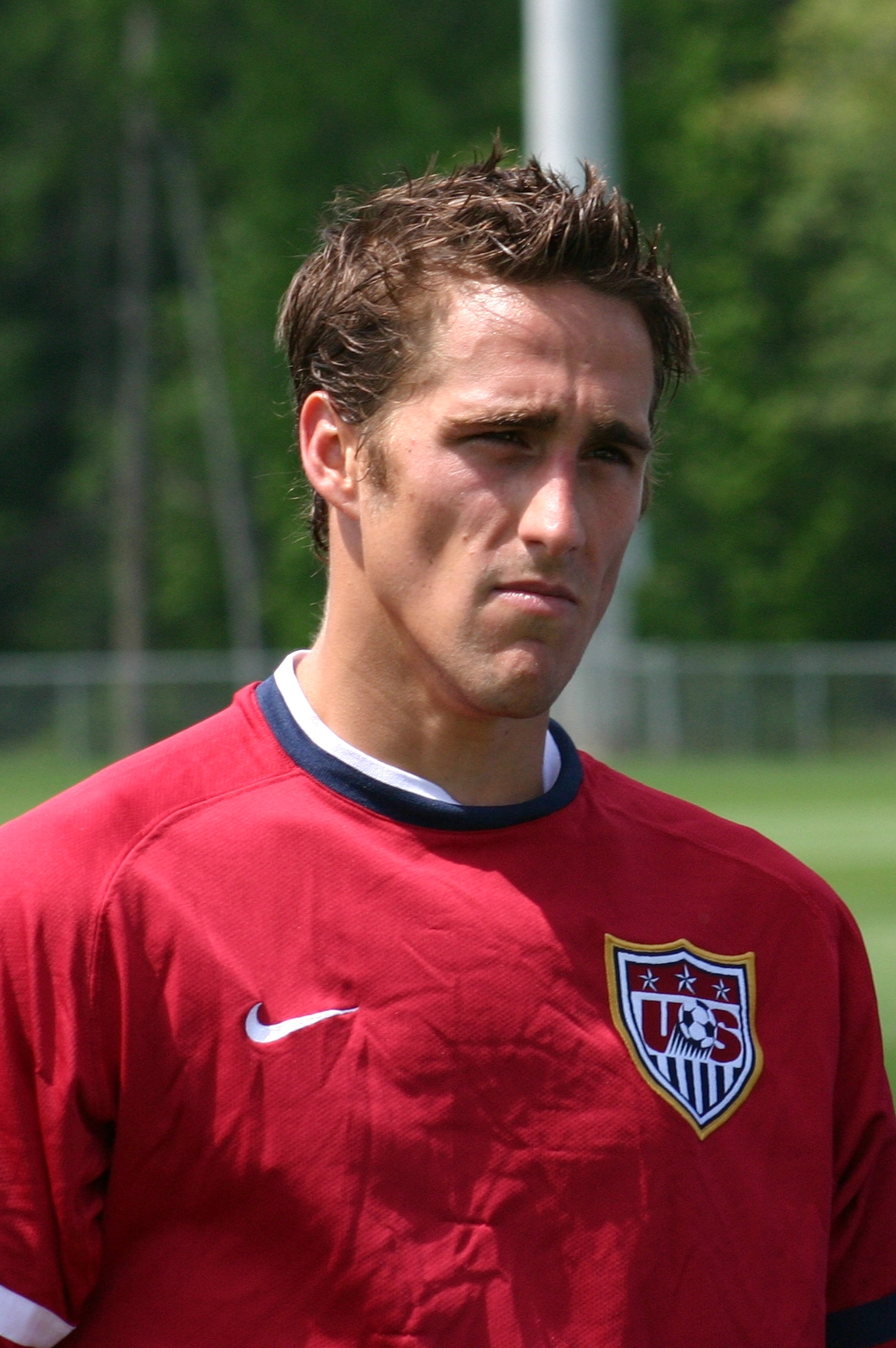
Josh Wolff utsågs till Austin FC:s första huvudtränare i juli 2019.

Processen som ledde till klubbens grundande inleddes i oktober 2017 med att ägarna till MLS-klubben Columbus Crew ville flytta klubben från Columbus till Austin om inte en ny arena i Columbus kunde säkras. I augusti 2018 presenterade man namnet och logotypen för den tänkta Austin-klubben, samma namn och logotyp som klubben senare fick. Ett par månader senare framkom att en grupp investerare, bland andra Jimmy Haslam som var majoritetsdelägare i Cleveland Browns i National Football League (NFL), arbetade för att köpa Columbus Crew och behålla klubben i Columbus. Samtidigt fortsatte processen med att etablera en klubb i Austin. I december 2018 blev ett avtal klart avseende en ny fotbollsarena i Austin som skulle kosta 225 miljoner dollar att bygga och bara några dagar senare blev försäljningen av Columbus Crew till de nya investerarna klar.
Austin FC grundades formellt den 15 januari 2019 när MLS tillkännagav att ligan bestämt sig för att placera en ny klubb i Austin. Staden hade inte tidigare haft en klubb i någon av de stora professionella idrottsligorna. Senare under året gick fler investerare in som delägare i klubben, bland andra skådespelaren Matthew McConaughey.
Klubben anställde i juli 2019 Josh Wolff som klubbens första huvudtränare. I november samma år gjorde man klart med Claudio Reyna som klubbens första sportchef. Den första spelaren som klubben skrev kontrakt med var paraguayanen Rodney Redes och klubbens första designated player var den paraguayanska landslagsspelaren Cecilio Domínguez.
Austin debuterade i MLS den 17 april 2021 borta mot Los Angeles FC, en match som Austin förlorade med 0–2. Den första vinsten kom i nästa match borta mot Colorado Rapids med 3–1. Uruguayanen Diego Fagúndez gjorde det historiska första målet för klubben. Efter åtta raka bortamatcher i inledningen av säsongen, medan hemmaarenan Q2 Stadium färdigställdes, spelade klubben sin första hemmamatch den 19 juni mot San Jose Earthquakes inför 20 738 åskådare. Matchen slutade 0–0. Austins första hemmaseger kom den 1 juli mot Portland Timbers, 4–1. Första hemmamålet gjordes av irländaren Jon Gallagher. Under debutsäsongen slutade klubben näst sist i Western Conference.

## Säsonger
| Major League Soccer | Major League Soccer | Major League Soccer | Major League Soccer | US Open Cup | US Open Cup | Champions League | Champions League | Leagues Cup | Leagues Cup |
| Säsong              | Konferens           | Placering           | Slutspel            | Säsong      | Resultat    | Säsong           | Resultat         | Säsong      | Resultat    |
| ------------------- | ------------------- | ------------------- | ------------------- | ----------- | ----------- | ---------------- | ---------------- | ----------- | ----------- |
| 2021                | Western             | 12:a (av 13)        | Ej kvalificerad     | 2021        | Inställd    |                  |                  |             |             |

## Spelartrupp
| 1  | USA | Brad Stuver    | 16 april 1991  | New York City (-21)   |
| 12 | USA | Damian Las     | 11 april 2002  | Fulham (-22)          |
| 31 | USA | Andrew Tarbell | 7 oktober 1993 | Columbus Crew (-21)   |
| 34 | USA | Will Pulisic   | 16 april 1998  | Duke University (-21) |

| 3  | Colombia   | Jhohan Romaña    | 13 september 1998 | Club Guaraní (-21)             |
| 4  | Norge      | Ruben Gabrielsen | 10 mars 1992      | Toulouse (-22)                 |
| 15 | USA        | Kipp Keller      | 14 juli 2000      | Saint Louis University (-22)   |
| 18 | Costa Rica | Julio Cascante   | 3 februari 1993   | Portland Timbers (-21)         |
| 19 | USA        | Freddy Kleemann  | 19 mars 1999      | University of Washington (-21) |
| 23 | Slovenien  | Žan Kolmanič     | 3 mars 2000       | Maribor (-21)                  |
| 24 | USA        | Nick Lima        | 17 november 1994  | San Jose Earthquakes (-21)     |
| -  | USA        | Charlie Asensio  | 18 januari 2000   | Clemson University (-22)       |

| 5  | Colombia  | Jhojan Valencia   | 27 juli 1996     | Deportivo Cali (-22)           |
| 6  | Venezuela | Daniel Pereira    | 14 juli 2000     | Virginia Tech University (-21) |
| 8  | Finland   | Alexander Ring    | 9 april 1991     | New York City (-21)            |
| 10 | Paraguay  | Cecilio Domínguez | 11 augusti 1994  | Independiente (-20)            |
| 13 | USA       | Ethan Finlay      | 6 augusti 1990   | Minnesota United (-22)         |
| 14 | Uruguay   | Diego Fagúndez    | 14 februari 1995 | New England Revolution (-21)   |
| 16 | USA       | Hector Jiménez    | 3 november 1988  | Columbus Crew (-21)            |
| 20 | USA       | Jared Stroud      | 10 juli 1996     | New York Red Bulls (-21)       |
| 33 | USA       | Owen Wolff        | 30 december 2004 | Atlanta United (-21)           |
| -  | USA       | Michael Knapp     | 30 januari 2000  | New York Red Bulls II (-22)    |

| 2  | Senegal       | Moussa Djitté      | 4 oktober 1999   | Grenoble (-21)               |
| 7  | Argentina     | Sebastián Driussi  | 9 februari 1996  | Zenit Sankt Petersburg (-21) |
| 9  | Nederländerna | Danny Hoesen       | 15 januari 1991  | San Jose Earthquakes (-21)   |
| 11 | Paraguay      | Rodney Redes       | 22 februari 2000 | Club Guaraní (-20)           |
| 17 | Irland        | Jon Gallagher      | 23 februari 1996 | Atlanta United (-21)         |
| 37 | Argentina     | Maximiliano Urruti | 22 februari 1991 | Houston Dynamo (-22)         |

### Utlånade spelare
| Nr | Land      | Pos | Namn                                                   |
| -- | --------- | --- | ------------------------------------------------------ |
| -  | Argentina | MF  | Tomás Pochettino (i River Plate till 31 december 2022) |

## Tränare
Klubben har haft följande huvudtränare:
| Tränare    | Säsong(er) | Källa  |
| ---------- | ---------- | ------ |
| Josh Wolff | 2021–      | [ 13 ] |